# Stemotria
Stemotria é um género botânico pertencente à família Calceolariaceae.

## Sinonímia
Trianthera

### Espécie
Stemotria triandra (Cav.) R.Govaerts